# Catherine Kunin
Catherine Kunin (16 de marzo de 2006) es una deportista israelí que compite en natación sincronizada. Ganó dos medallas en los Juegos Europeos de Cracovia 2023 y dos medallas en el Campeonato Europeo de Natación, en los años 2021 y 2025.

## Palmarés internacional
| Juegos Europeos    | Juegos Europeos    | Juegos Europeos   | Juegos Europeos   |
| Año                | Lugar              | Medalla           | Prueba            |
| ------------------ | ------------------ | ----------------- | ----------------- |
| 2023               | Oświęcim (Polonia) | Medalla de oro    | Combinación libre |
| 2023               | Oświęcim (Polonia) | Medalla de bronce | Equipo libre      |
| Campeonato Europeo |                    |                   |                   |
| Año                | Lugar              | Medalla           | Prueba            |
| 2021               | Budapest (Hungría) | Medalla de bronce | Equipo libre      |
| 2025               | Funchal (Portugal) | Medalla de bronce | Equipo libre      |